# Gilles Garnier
Gilles Garnier, död 1574, var en fransman som avrättades dömd som varulv och kannibal. Han är en av de mest kända personer som avrättats som varulv i Europa. 

## Biografi
Hösten 1574 gav parlamentet i Dole i Franche-Comté en efterlysning, på allmänhetens uppmaning, efter den varulv som hade attackerat och dödat flera barn i trakten den senaste tiden, och tillåtelse att döda varulven där de påträffade den.
Gilles var en eremit som bodde i en fallfärdig hydda i skogen tillsammans med sin fru Apolline; han kallades eremiten i Saint Bonnot och beskrivs som hårig, alltid klädd i lång grå kåpa och med fientlig blick - han tycks också ha varit psykiskt instabil, kanske på grund av sin isolering. Han var dock inte misstänkt.
En dag hörde bönder på väg hem från arbetet ett barn skrika, och hann fram för att se en liten flicka attackeras av en stor grå varelse, som snabbt sprang iväg på alla fyra. Några dagar senare hade man bevittnat ännu överfall på ett barn, en pojke, och hunnit fram då Gilles hade dödat honom och just skulle börja äta av honom.
Han förhördes, och sade att han attackerat en flicka på elva år, dödat henne och dragit in henne i skogen, där han tagit av henne kläderna, ätit av hennes kött och sedan tagit hem lite av det till sin fru. Han erkände sedan att det var han som attackerat den lilla flicka, som bönderna hade lyckats undsätta; han hade sedan attackerat en pojke, strypt honom och ätit köttet från pojkens armar och ben med sina "huggtänder"; allt detta skall han ha gjort i skepnad av en varg.
Det verkar som om Gilles själv trodde att han var en varulv och hade gjort detta i gestalt av en varg, trots att han beskrivs som fullt medveten och klar i övrigt. Att han var en kannibal verkar vara klarlagt.
I Frankrike sade lagen att varulvar skulle brännas på bål; häxor och kättare kunde ibland avrättas innan de brändes, men varulvar skulle alltid brännas levande. Gilles fick detta straff och brändes levande på bål som varulv.